# Головна послідовність

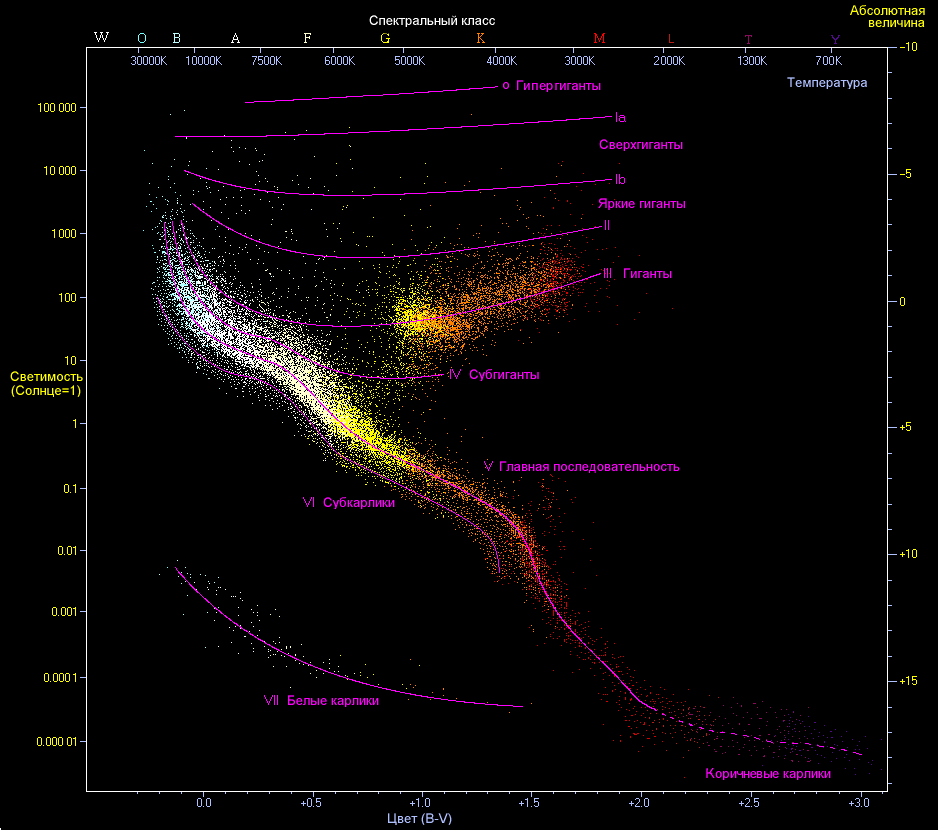
Діаграма Герцшпрунга — Рассела з нанесеними 2300 найближчими зорями. Чітко видно переважне скупчення зір на ділянці головної послідовності. Світність Сонця взято за одиницю.

Головна послідовність — це вузька смуга на діаграмі Герцшпрунга — Рассела, яка перетинає діаграму по діагоналі — з лівого верхнього до правого нижнього кута діаграми. На неї потрапляє понад 90 % усіх відомих зір Чумацького Шляху, зокрема Сонце.
Головна послідовність розташована приблизно на діагоналі діаграми, проходячи з її верхнього лівого кута (який відповідає високій світності, синій колір) у правий нижній кут (низькі світності, червоний колір). Тобто зорі головної послідовності лежать у досить широкому діапазоні значень мас, температур і світностей.

## Структура
У верхню (ліву) частину головної послідовності потрапляють зорі високої світності та температури — блакитні гіганти. Якщо рухатися вздовж головної послідовності вправо донизу світність та температура зір зменшується. У праву (нижню) частину потрапляють червоні карлики.
Сонце розташовано на головній послідовності десь посередині — у місці перетину з кольоровим індексом B-V 0,66 (температура 5780 K, спектральний клас G2).